# Poznań Porsche Open 2005
Il Poznań Porsche Open 2005 è stato un torneo di tennis facente parte della categoria ATP Challenger Series nell'ambito dell'ATP Challenger Series 2005. Il torneo si è giocato a Poznań in Polonia dal 25 al 31 luglio 2005 su campi in terra rossa.

## Vincitori

### Singolare
Tejmuraz Gabašvili ha battuto in finale  Adrián García con il punteggio di 6–4, 6–2

### Doppio
Łukasz Kubot /  Filip Urban hanno battuto in finale  Adrián García /  Tomas Tenconi con il punteggio di 6(5)–7, 6–3, 6–2